# Ruth Pfau
Ruth Katherina Martha Pfau (ur. 9 września 1929 w Lipsku, zm. 10 sierpnia 2017 w Karaczi) – niemiecka i pakistańska siostra zakonna, lekarka i pisarka.
W 1953 Ruth Pfau przeszła na katolicyzm, a w 1957 wstąpiła do zgromadzenia zakonnego Córek Serca Maryi (Filiae Cordis Mariae) i pozostała z nim związana do końca życia. W latach 1962–2013 pracowała w Marie Adelaide Leprosy Centre, centrum leczenia trądu i gruźlicy w Karaczi w Pakistanie. Utworzyła w tym kraju 150 ośrodków leczenia tych chorób, za co nazwano ją „pakistańską Matką Teresą”. Dzięki jej wysiłkom w 1996 uznano trąd za chorobę „pod kontrolą” w tym kraju.
Za zasługi na rzecz biednych, chorych i wykluczonych w 1988 uzyskała honorowe obywatelstwo Pakistanu, a w rok później otrzymała order Hilal-e-Pakistan. W 2004 Aga Khan University przyznał jej doktorat honoris causa. Została też odznaczona Orderem Zasługi Republiki Federalnej Niemiec.
Przyczynę jej śmierci określono jako niewydolność wielonarządową. Pochowano ją z honorami państwowymi na cmentarzu chrześcijańskim w Karaczi.